# Erik Skeel

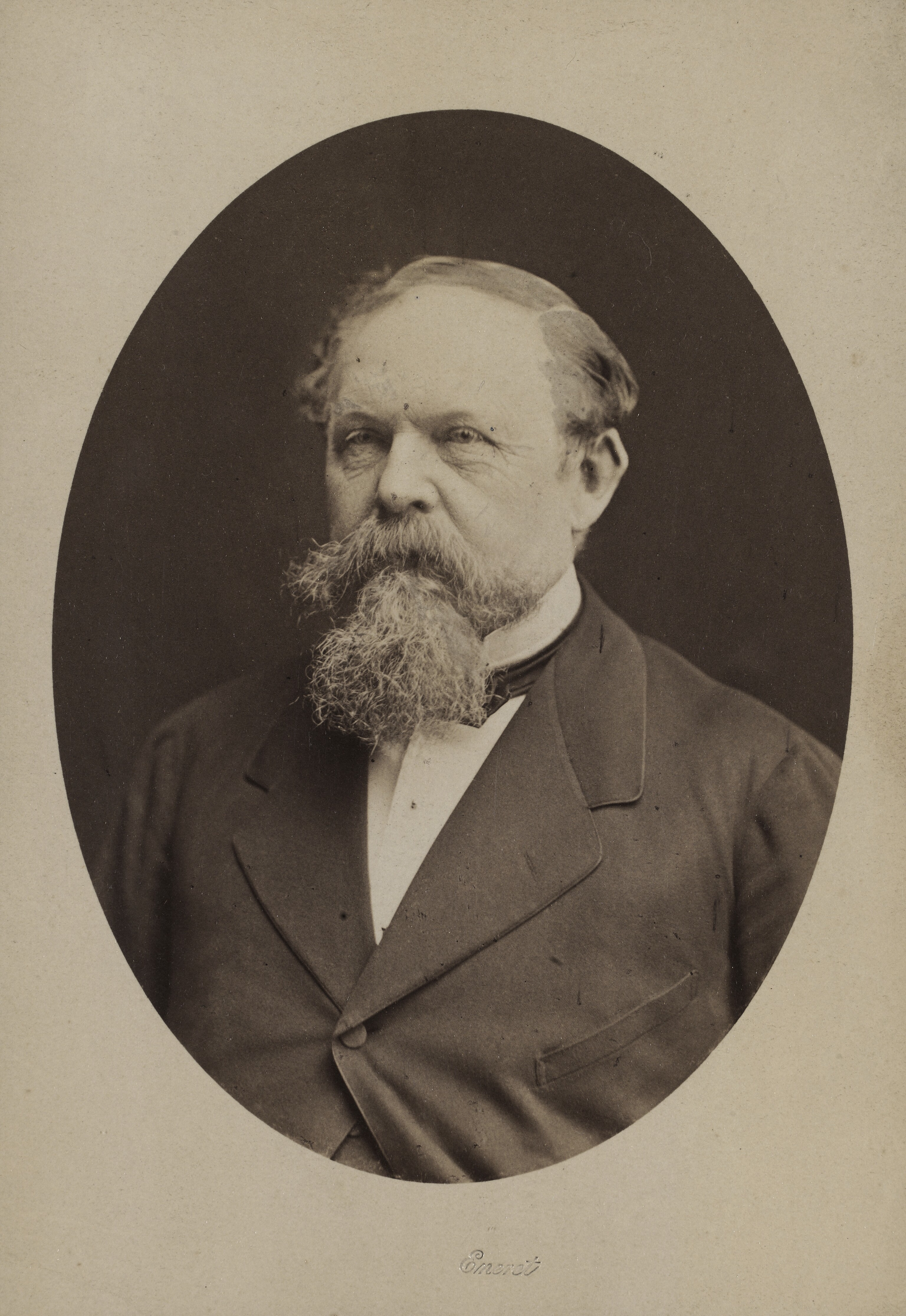
Erik Skeel.

Erik Vilhelm Robert Skeel, född 22 februari 1818 nära Kalundborg, död 5 november 1884 i Köpenhamn, var en dansk godsägare och statsman. Han var styvfar till Sophus Skeel. 
Skeel blev 1841 juris kandidat och 1844 ägare till Dronninglunds slott i Vendsyssel, vilken egendom han utvecklade till en mönstergård. Sedan 1859 var han ledamot av landstinget. År 1875 blev han inrikesminister i Estrups ministär. Han utvecklade en viss praktisk duglighet, men röjde tillika en ovanlig envishet i fasthållandet av en gång fattade beslut, exempelvis förbudet mot införsel av kreatur från Sverige (mars 1881–december 1882). Han avgick ur ministären i augusti 1884 och var vid sin död geheimekonferensråd.